# Kunsthaus Wien

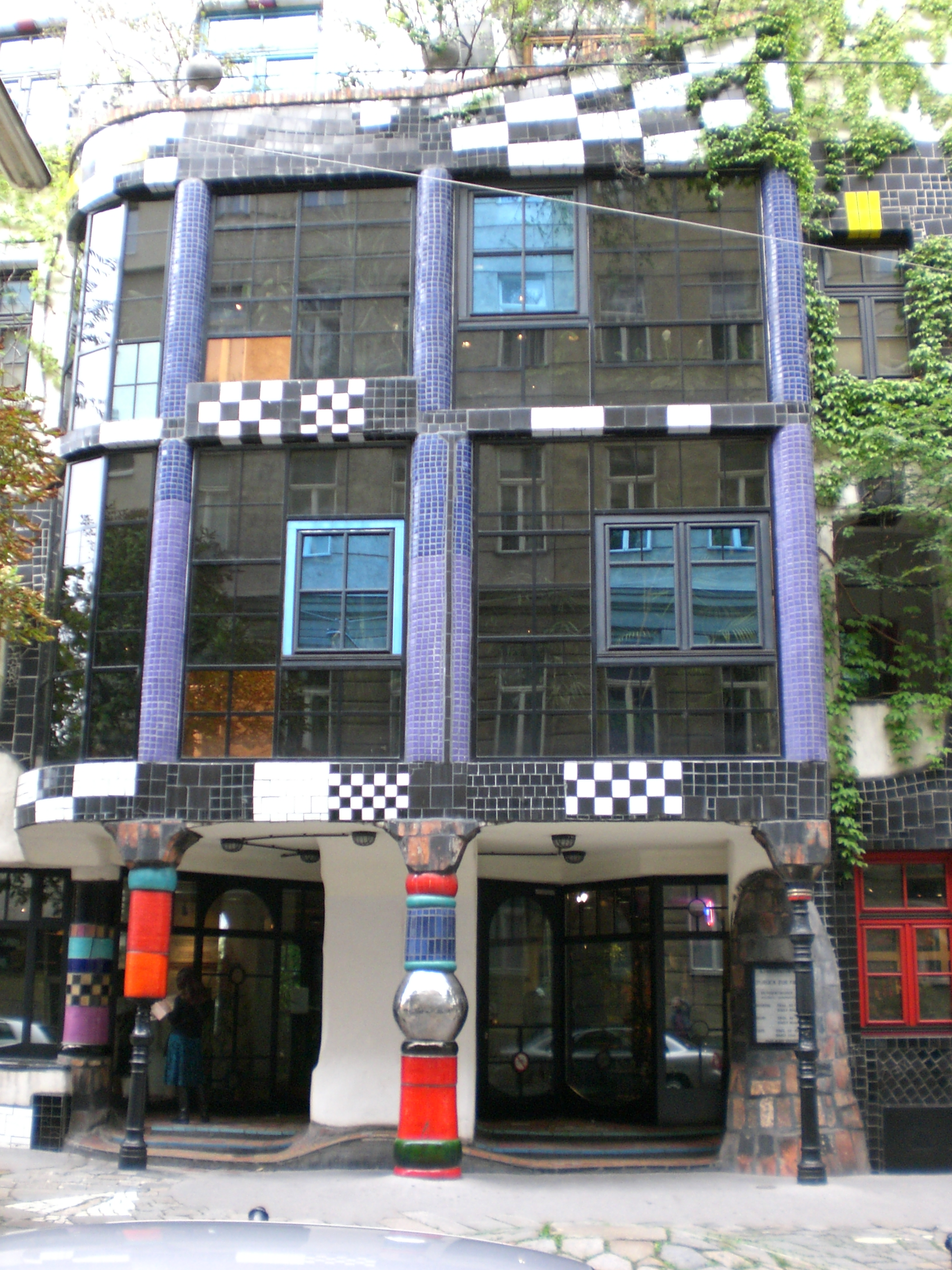
Gatufasad och ingång till Kunsthaus Wien.

Kunsthaus Wien, eller KunstHausWien som ägaren själv skriver namnet, är ett museum formgivet av Friedensreich Hundertwasser. Det ligger på Untere Weiβgerberstraβe 13 i stadsdelen Landstraße i centrala Wien. Här finns den enda permanenta utställningen i världen av den visionäre bildkonstnären, formgivaren och  arkitekten Friedensreich Hundertwassers verk. Därutöver visas regelbundet vandrings- och separatutställningar av andra konstnärers verk. Utställningsytan för den sistnämnda verksamheten är runt 1600 m² av totalt 4000. KunstHausWien drivs som privat företag utan statliga medel. Knappt 400 meter därifrån, i hörnet av Kegelgasse och Löwengasse, finns Hundertwasserhaus, det kommunala bostadshus som Hundertwasser också formgivit och som stod klart 1986.

## Museet
För att förverkliga idén om ett museum ägnat Hundertwassers konst beslöt man sig för att bygga om lokalerna i den tidigare möbelfabriken Thonet från 1892. Denna renovering projekterades tillsammans med Peter Pelikan och genomfördes åren 1989-91. Öppnandet ägde rum 9 april 1991.
Hela byggnaden är gjord i Hundertwassers typiska stil; knappt några raka linjer förekommer. Golvet är mjukt vågformigt, allt är hållet i mycket grälla färgtoner och på många håll hittar man växter. I foajén finns en springbrunn och en souvenirbutik. Därifrån kommer man till en restaurang, som med sin växtrika utformning liknar en vinterträdgård. Längs en ojämnt slingrande trappa når man upp till de övre etagen. Större delen av Hundertwassers utställda material finns på andra planet. För att dessa lokaler skulle få tillräckligt med dagsljus lät Hundertwasser bygga till en byggnad med glasfront framtill. På tredje och fjärde våning hålls vandrings- och separatutställningar.

## Renoveringsteknik

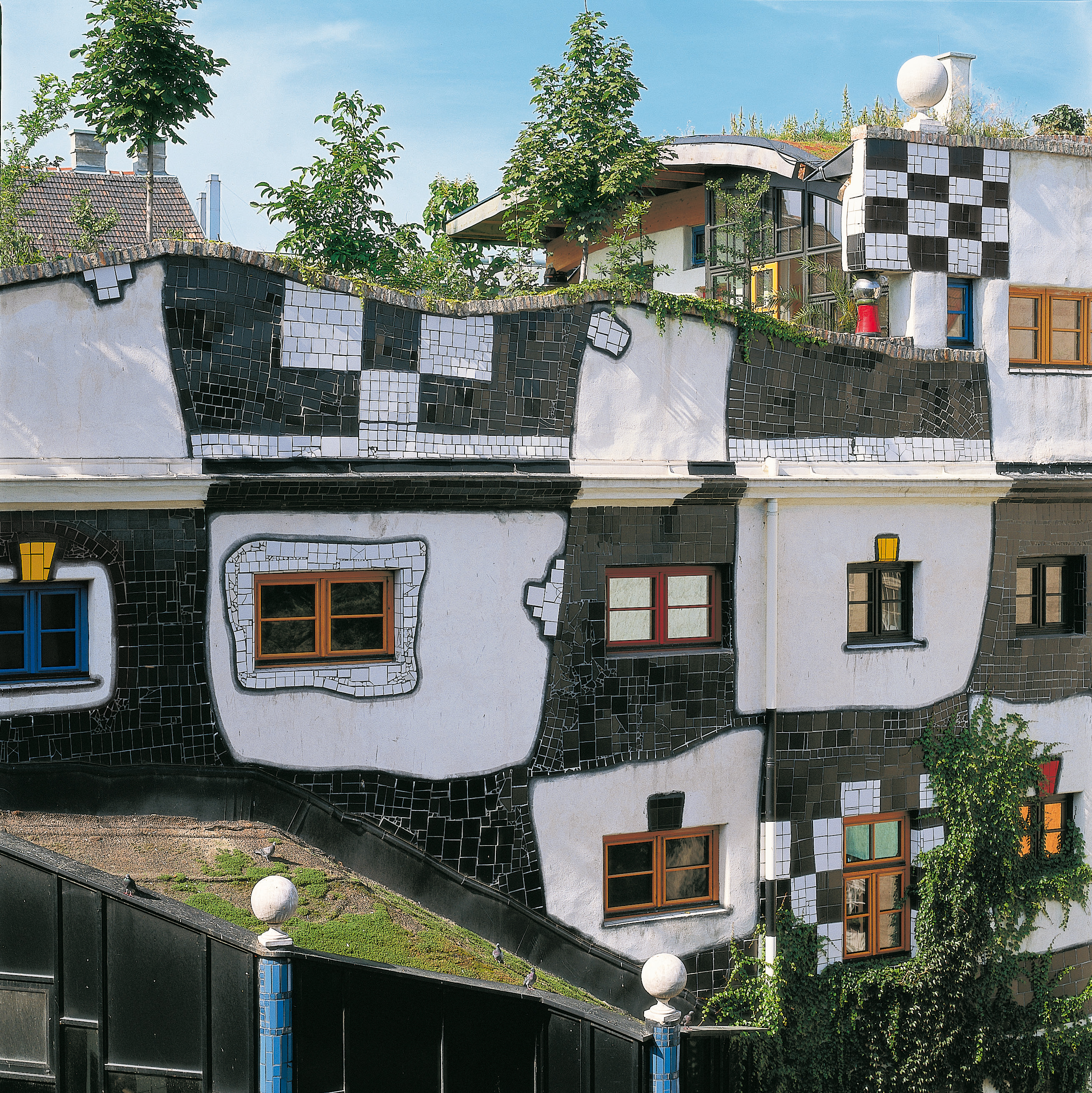
En del av det gröna taket.

Renoveringen genomfördes på traditionellt vis. Allt utom bärande fasadelement eller angränsande byggnadsdelar blev (inte heltäckande) klätt med glaserad mosaiksten. I motsats till Antonio Gaudí använde Hundertwasser symmetrisk mosaiksten som inte arrangerades slumpmässigt. Inte heller är stenarnas storlek någon slump, vilket annars är brukligt i industriell produktion av byggmosaik. Genom infogandet av närapå alla fasadelement i helhetsbilden och det mycket medvetna döljandet av våningsplanen frambringades det särskilda med denna byggnad. Om det ojämna golvet i huset yttrade Hundertwasser:
"Ett levande ojämnt golv betyder återvinnande av det människovärde som fråntagits människor i en nivellerande stadsbebyggelse."